# Gamma Ray
Gamma Ray é uma banda de heavy metal alemã fundada por Kai Hansen no final dos anos 1980. Após sua saída  da banda Helloween, Kai formou o Gamma Ray junto com Ralf Scheepers (da banda Tyran' Pace), um grande fã de Judas Priest. O começo do Gamma Ray pode ser considerado, em parte, a continuação do clássico Helloween (lembrando que foi Hansen que fundou esta banda também), vagarosa e firmemente progredindo em termos de banda e de som, álbum a álbum, até finalmente se destacarem no mundo do power/speed metal.

## História

### Origem (1988-1989)
Em 1988, após quatro anos com sua antiga banda, o Helloween, o  guitarrista e compositor Kai Hansen decidiu sair devido à (como oficialmente anunciado) frenética atividade em termos de shows. Eventualmente, Hansen decidiu começar um novo projeto, com seu antigo amigo, Ralf Scheepers (vocalista), Uwe Wessel (baixista) e Mathias Burchard (baterista). No começo do projeto Kai não pretendia formar uma nova banda, mas as gravações dos músicos no estúdio se saíram tão bem que nasceu o Gamma Ray.

### O primeiro trabalho (1990)

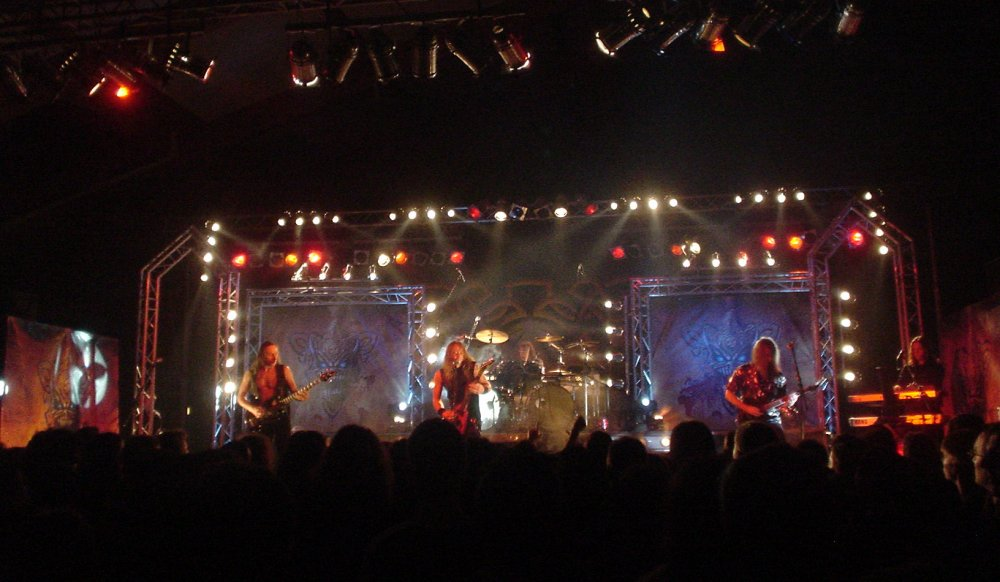
Gamma Ray, ao vivo em Lichtenfels, Majestic Tour, 14.10.2005

Em Janeiro de 1990 aquela formação lançou o álbum Heading for Tomorrow.
Logo após as gravações o baterista Mathias Burchardt decidiu abandonar a banda para se dedicar integralmente a seus estudos. Finalmente, um novo baterista de nome Uli Küsch (ex-Holy Moses, ex-Helloween, ex-Masterplan e atualmente no Mekong Delta) entrou no seu lugar. Com Uli, a formação do Gamma Ray para a estreia mundial ao vivo estava completa: Ralf Scheeper (vocais], Dirk Schlächter (guitarra), Uwe Wessel (baixo) e Kai (guitarra e vocais). Junto com a turnê mundial um novo EP chamado Heaven Can Wait foi lançado em Setembro de 1990, incluindo - além da versão regravada da música título - uma faixa totalmente inédita chamada "Who Do You Think You Are?" e três músicas que não foram incluídas no álbum Heading For Tomorrow.Como documentário, um vhs ao vivo chamado Heading For The East foi filmado no show em Tóquio.

### A ascensão (1991-1994)

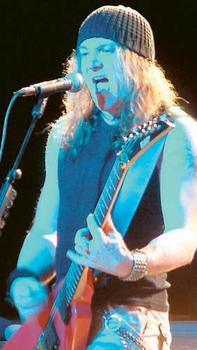
Kai Hansen, líder da banda.

Em Fevereiro de 1991 a banda se reúne para as gravações do segundo álbum em uma pequena e isolada casa na Dinamarca. Com algumas canções inéditas a banda entra em um estúdio sobre o controle do produtor Tommy Newton e prepara o álbum chamado Sigh No More que foi lançado em Setembro de 1991. Uma turnê mundial de 50 dias ocorreu logo em seguida.
Após a turnê passar pelo Japão no começo de 1992, Uli e Uwe deixam o grupo por um desentendimento pessoal e são substituídos por Jan Rubach (baixo) e Thomas Nack (bateria), ambos de uma banda de Hamburg chamada Anesthesia. O Gamma Ray começou a construir seu próprio estúdio, o que tomou bastante tempo e resultou no atraso das gravações do próximo álbum, previstas para antes 1993. O disco chamado Insanity and Genius é finalmente lançado em Junho de 1993. Insanity & Genius foi presenteado aos fãs ao vivo nos festivais então chamados "Metal Melódico Contra-Ataca", tudo em todos os quatro shows com apresentações de Helicon, Conception, Rage e Gamma Ray. Um segundo vhs ao vivo intitulado Lust For Live foi filmado em Hamburgo e foi posteriormente lançado em CD com o título The Power of Metal em Dezembro.

### Grandes mudanças (1994-1997)
Os planos para o lançamento do quarto álbum vieram logo em seguida, mas Kai e dDirk estavam irritados com o fato de Ralf morar muito longe de Hamburgo, o que resultava na reunião da banda para compor músicas apenas nos finais de semana, o que era um grande obstáculo no caminho da banda. Como Ralf se candidatou para ser vocalista do Judas Priest e suas chances eram bastante altas (ele ficou entre os três melhores candidatos), Hansen o perguntou se sua permanência na banda era a melhor opção. Os dois então decidiram que seria melhor se Scheepers deixasse a banda, e assim, sem ressentimentos entre os membros, Scheepers (atual Primal Fear) deixou o Gamma Ray. Hansen teve então que tomar a posição de vocalista e guitarrista.

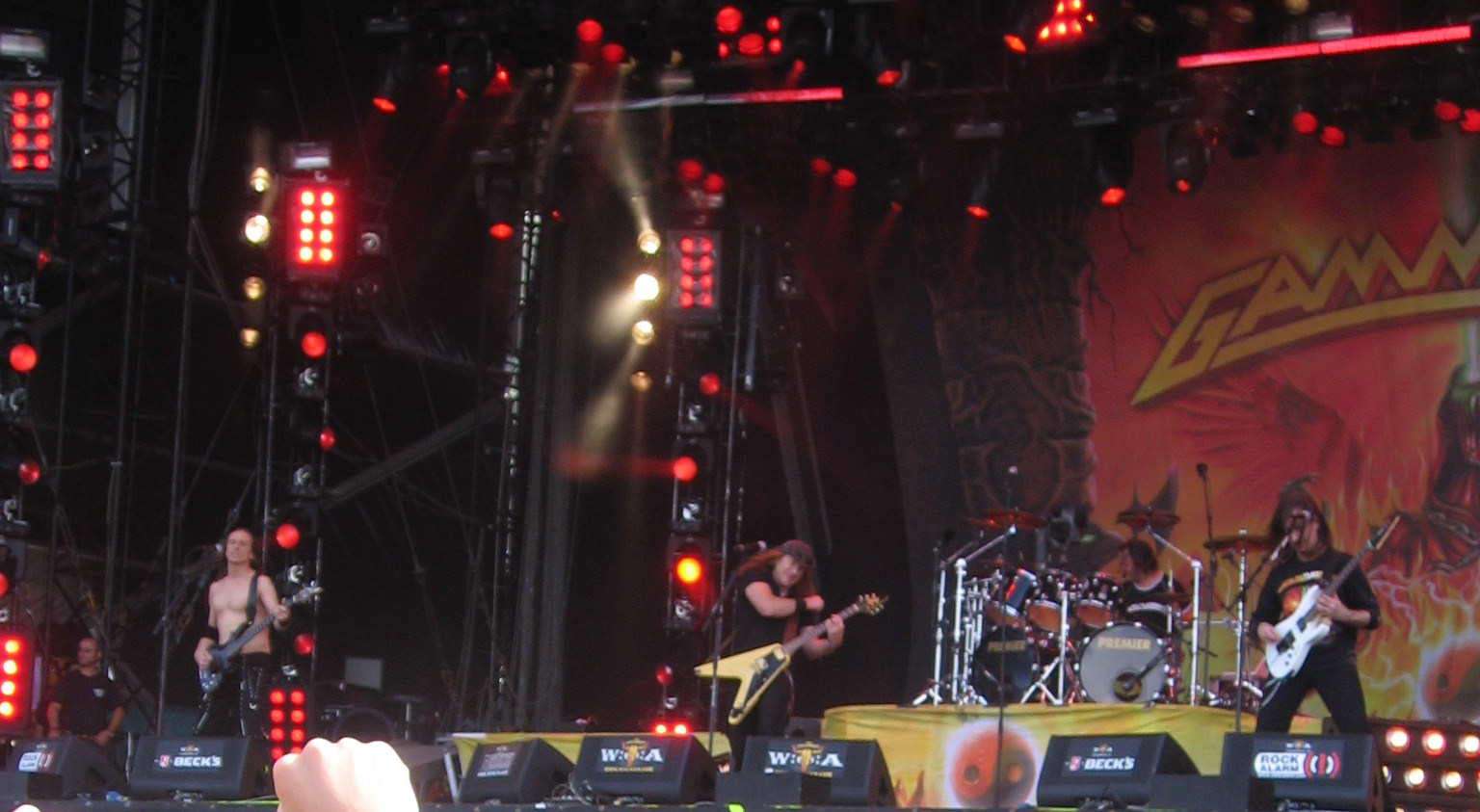
Gamma Ray no Wacken Open Air

Em Maio de 1995, foi lançado o Land of the Free, que em 2017 e 2019, respectivamente, o portal Loudwire e a revista Metal Hammer elegeram como o 4º e o 5º melhor disco de power metal de todos os tempos. Neste disco, houve novamente a cooperação do vocalista Michael Kiske que vez os vocais durante toda a música chamada "Time to Break Free" e o refrão da faixa título do disco. Kai e Dirk se trancaram no estúdio para gravar o EP Silent Miracles, com quatro músicas. Como a mixagem do EP não pôde ser realizada antes da turnê do álbum, Silent Miracles foi lançado somente em fevereiro de 1996. Como mencionado, a banda fez uma longa série de shows pela Europa na turnê Men on a tour em Setembro, passando por bares. Os shows passaram para o CD em Maio de 1996 com o título Alive '95.
Em Setembro de 1996, a banda volta a tocar a Espanha com Stratovarius e Rage. Mas nos preparativos para esta turnê Jan e Thomas decidiram deixar a banda. Jan o fez porque Dirk o queria de volta no baixo (ele originalmente tocava baixo) de qualquer jeito. Assim também fez Thomas pois ele estava totalmente interessado em outro projeto musical que estava acontecendo há pouco tempo. Thomas tocou na turnê espanhola, enquanto Jan foi substituído pelo guitarrista Henjo Richter.

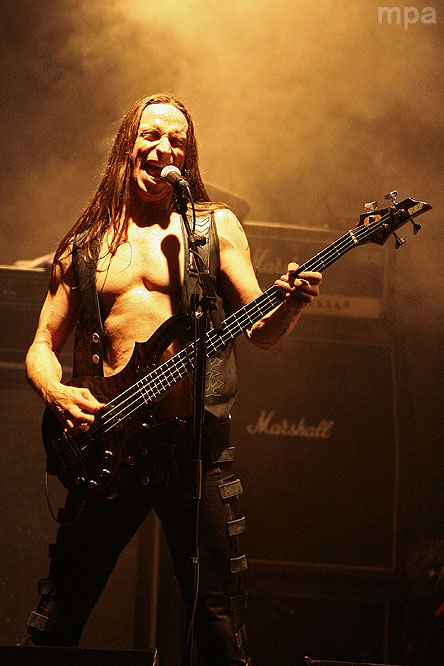
Dirk Schlächter em 2008

As composições para um novo álbum começaram no fim de 1996, mas somente com Dirk e Kai na banda. Foi só em Fevereiro de 1997 que encontraram os dois novos membros: Na pessoa de Daniel Zimmermann eles encontraram o novo baterista. Henjo Richter entrou como guitarrista.
Com a nova formação completa, a banda volta às gravações para o novo álbum em Março de 1997. O single "Valley of the Kings" foi lançado em Maio e o álbum Somewhere Out in Space foi lançado em Agosto. Após dois anos de shows (Junto com Hammerfall e Jag Panzer) veio o álbum Powerplant, que é uma continuidade do tema espacial de Somewhere Out in Space.

### De Hamburgo para o mundo (1998-2010)
Chegou então a hora de fazer um Best of..., e Hansen decidiu que as coisas seriam diferentes; a banda voltaria para o estúdio e regravaria os velhos clássicos. Blast from the Past foi o nome dado a esse álbum.

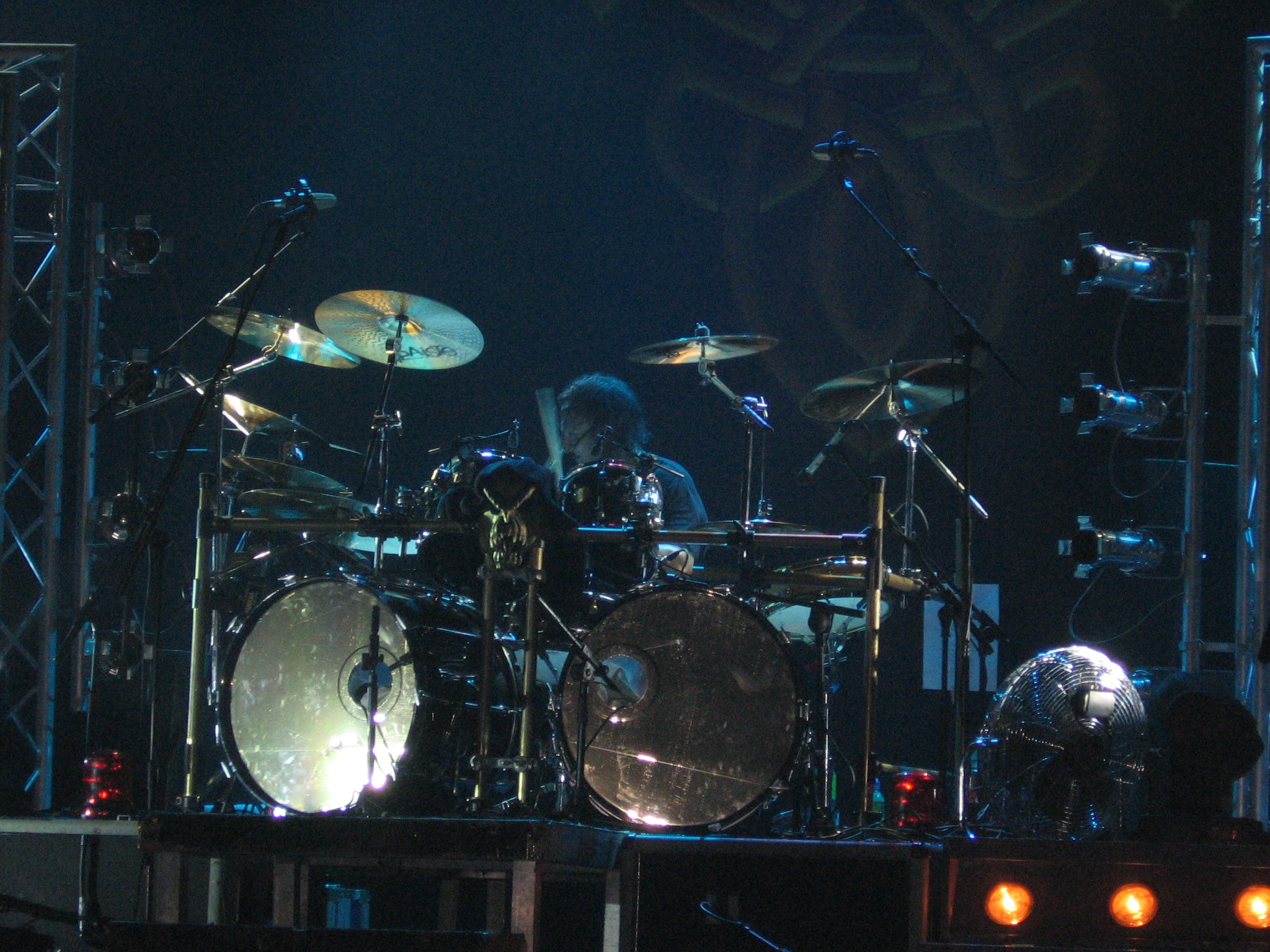
Dan Zimmermann em 2005

A banda então prosseguiu com as gravações para o próximo álbum. Após uma pausa, a banda estava pronta para gravar e lançar o álbum No World Order. A turnê fez a banda visitar dezenas de países europeus e com direito a alguns shows no Japão. Depois de descansar da turnê, a banda seguiu com o Skeleton in the Closet Tour que fez a banda tocar músicas que eles nunca ou raramente tocavam ao vivo. Poucos shows foram feitos mas dois deles (Barcelona e Strasburg) foram gravados para o disco ao vivo Skeletons in the Closet. Axel Mackenrott (Masterplan) foi contratado para essa turnê como tecladista.
A última turnê contou com o Gamma Ray como banda de abertura para 10 shows do Iron Maiden pela Europa. A turnê foi nomeada That leg Rayzin' With the Beast pelos membros e expôs a banda ainda mais.
No começo de 2004 a banda começou a compor o material para o novo álbum e finalmente voltaram ao estúdio em Setembro para começar a gravação de 11 músicas. O trabalho para Majestic ficou finalmente completo em Maio de 2005 e foi lançado em 23 de Setembro desse ano. Nesse meio tempo a banda se apresentou em três festivais de verão (Bang Your Head, Tuska e Monsters Of Rock). Uma turnê europeia segue junto com Nocturnal Rites e Powerwolf como bandas de apoio.

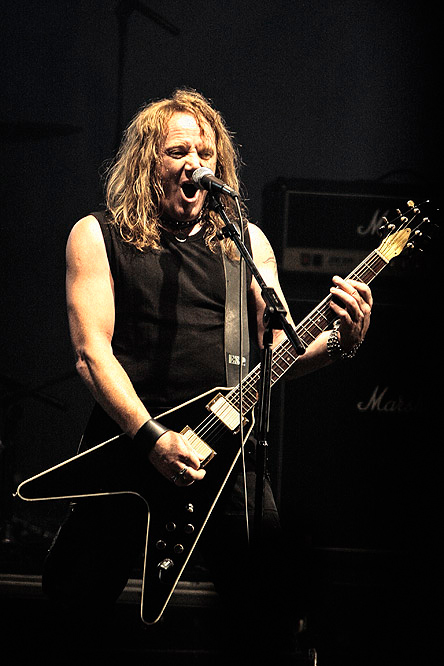
Kai Hansen em 2008

Em Outubro de 2007 a banda planejou mais um disco, uma continuação do Land of the Free de 1995, o disco Land of the Free II. Em Novembro o disco já estava nas lojas.
Durante a turnê deste álbum, pela primeira vez a banda na Europa sai em turnê mundial com o Helloween, antiga banda de Kai Hansen. Em 2010 é lançado o To the Metal!, no qual a banda traz a balada "No Need to Cry", feita para o pai de Dirk Schlächter, que assume os vocais e violão em um trecho. Além disso, ocorre uma nova participação de Michael Kiske, na faixa "All You Need to Know".

### Atividade recente (2011-presente)
Em 31 de maio de 2011, o Gamma Ray lançou um EP chamado Skeletons and Majesties. Ele contém versões gravadas recentemente das músicas clássicas da banda,além de versões acústicas de outras canções mais antigas.
Em 1 de setembro de 2012, a banda anunciou Michael Ehre como seu novo baterista, substituindo Daniel Zimmermann após 15 anos de atividade na banda.
Kai Hansen revelou em uma entrevista ao Metal Blast em abril de 2013  que o seu próximo disco até então, Empire of the Undead, a ser lançado em 2014, teria um som "mais thrash". Na mesma entrevista Dirk Schlächter  anunciou que o grupo iria iniciar uma digressão após a publicação do álbum, em março ou abril de 2014.
Apesar do Hammer Studio do Gamma Ray ter tido completamente destruído por um incêndio, o último disco, Empire of the Undead, foi lançado em março de 2014, contando com a segunda Hellish Tour, novamente ao lado da banda Helloween.

## Integrantes
| - Kai Hansen - guitarra (1989 - presente), vocal (1994 - 2015) - Dirk Schlächter - baixo (1997 - presente), guitarra (1990-1997) - Henjo Richter - guitarra e teclado (1997 - presente) - Michael Ehré - bateria (2012 - presente) - Frank Beck - vocal (2015- presente) - Ralf Scheepers - Vocal (1989-1994) - Uwe Wessel - Baixo (1989-1992) - Mathias Burchardt - Bateria (1989-1990) - Uli Kusch - Bateria (1990-1992) - Thomas Nack - Bateria (1992-1996) - Jan Rubach - Baixo (1992-1996) - Dan Zimmermann - Bateria (1997-2012) | - Alessio Gori - teclado (2007 – presente) - Jorn Ellerbrock - Teclado (1990) - Mike Terrana - Bateria - (1998, para 3 shows) - Jörg Schrör - Baixo - (na turnê de 2000) - Markus Grosskopf - Baixo - (na turnê de 2001) - Dan Olding - Bateria (2001) - Axel Mackenrott - Teclado (2004) - Eero Kaukomies - Teclado (2005-2007) - Kasperi Heikkinen - Guitarra (2006, 2010) - Henning Basse - Vocal (2008) - Michael Kiske - Vocal (2011) - Michael Ehre - Baixo (2011, 2012) |

## Discografia
| - Heading for Tomorrow (1990) - Sigh No More (1991) - Insanity and Genius (1993) - Land of the Free (1995) - Somewhere Out in Space (1997) - Powerplant (1999) - No World Order (2001) - Majestic (2005) - Land of the Free II (2007) - To the Metal! (2010) - Empire of the Undead (2014) - Alive '95 - Skeletons in the Closet (2003) - Hell Yeah! The Awesome Foursome - Live In Montreal (2008) - Skeletons & Majesties Live (2012) - 30 Years Live Anniversary (2021) - The Karaoke Album (1997) - Blast from the Past (2000) - Alright! 20 Years Of Universe (2010) - The Best (Of) (2015) | - Heaven Can Wait (1990) - Who Do You Think You Are? (1990) - Future Madhouse (1993) - Rebellion in Dreamland (1995) - Silent Miracles (1996) - Valley of the Kings (1997) - Heaven or Hell (2001) - Skeletons & Majesties (2011) - Master Of Confusion (2013) - "Heaven Can Wait/Mr. Outlaw" (1989) - "Who Do You Think You Are?" (1990) - "Future Madhouse" (1993) - "Rebellion In Dreamland" (1995) - "Silent Miracles" (1996) - "Valley of the Kings" (1997) - "Heaven Or Hell" (2001) - "Wannabees / One Life*" (2010) - "Avalon" (2014) - "Pale Rider" (2014) - "I Wil Return" (2014) - "Time For Deliverance" (2014) |

## Videografia

### VHS/DVD
- Heading For the East (1990)
- Lust For Live (1993)
- Hell Yeah!! The Awesome Foursome (2008)
- Skeletons & Majesties Live (2012)

### Vídeos musicais
- "Space Eater" (1990)
- "One With the World" (1991)
- "Gamma Ray" (1993)
- "Rebellion in Dreamland" (1995)
- "Send Me a Sign" (1999)
- "Eagle" (2001)
- "Into the Storm" (2007)
- "To the Metal" (2010)
- "Rise" (2010)
- "Empathy" (2010)
- "Master of Confusion" (2013)